# National Lampoon Presents Dorm Daze
National Lampoon Presents Dorm Daze (Brasil: Nota 10 em Confusão / Portugal: Que Grande Salsicha!), é um filme norte-americano de 2003, dirigido pelos irmãos David e Scott Hillenbrand.

## Elenco
- Tatyana Ali - Claire
- Boti Bliss - Dominique (A prostituta)
- Gable Carr	- Rachel
- Patrick Cavanaugh - Pete
- James DeBello - Cliff Richards
- Marieh Delfino - Gerri Farber
- Tony Denman - Newmar
- Danielle Fishel - Marla
- Courtney Gains - Lorenzo (O Mão Negra)
- Gregory Hinton - Ted
- Edwin Hodge - Tony
- Paul Hansen Kim -	Wang
- Katie Lohmann - Garota do Sonho
- Jennifer Lyons - Lynne
- Marie Noelle Marquis - Dominique (A estudante)